# Distretto di Pocsi
Il distretto di Pocsi è un distretto del Perù nella provincia di Arequipa (regione di Arequipa) con 602 abitanti al censimento 2007 dei quali 341 urbani e 261 rurali.
È stato istituito fin dall'indipendenza del Perù.